# Neoepiscardia mahunkai
Neoepiscardia mahunkai är en fjärilsart som beskrevs av László Anthony Gozmány. Neoepiscardia mahunkai ingår i släktet Neoepiscardia och familjen äkta malar. Inga underarter finns listade i Catalogue of Life.